# 金斯伯格訴紐約州案
金斯伯格訴紐約州案（Ginsberg v. New York）是1968年由美國聯邦最高法院審理的一個案件。法院裁定，即便不是色情內容，如果對未成年人是有害的，那麼其銷售也將受到管制。

## 案件背景
根據紐約州法律，向任何17歲以下未成年人出售裸體圖片都是違法的，而刊登這樣的圖片且出售給17歲未成年人將被視為該雜誌也是違法的。
金斯伯格和他的妻子在長島的贝尔莫鎮開設了一家“山姆文具及便餐店”，他們在店內出售包括《小妞》（girlie）在內的各種雜誌。金斯伯格被兩名警方線人指控向兩個16歲男孩出售該雜誌。他在納蘇縣地方法院受審，並被判有罪。法院認為《小妞》上刊登的圖片對未成年人是有害的，根據紐約州現行法律，金斯伯格的這一行為是違法的。
在上訴有效期內，金斯伯格被紐約州最高法院駁回上訴維持原判，并拒絕其上訴至第二巡迴法院。
金斯伯格認為紐約州政府無權對兩種人群制定兩套不同的有關“淫穢內容”的定義標準，他認為這是違憲的。他舉例說，在“梅耶訴內布拉斯加州案”、“皮爾斯訴姐妹會案”、“普林斯訴馬塞諸塞州案”中，法庭的裁決都片面地對待未成年人。

## 贊成意見
小威廉·布倫南大法官宣讀了最高法院的判決，駁回了金斯伯格有關未成年人在紐約州失去了自由權的說法。法庭認為紐約州政府對未成年人的這種保護是有益的，同時也認為不能僅僅因為對於成年人不構成“淫穢”標準就可以不受監督地銷售給未成年人。

## 反對意見
威廉·道格拉斯大法官提交了異議報告，強烈反對法庭內多數派的意見。他認為第一修正案是絕對的，沒有任何理由將“淫穢”內容排除出第一修正案的保護範圍。雖然他承認將這些內容出售給未成年人是有害的，但是他更關切一旦最高法院做出有利當局的裁決，那麼當局將有權對社會某一階層實施任何不同其他階層的內容審查。他最後說，關於“淫穢”的定義是非常主觀的，并感歎法院將淪為政府的內容審查機構。

## 外部連結
- 金斯伯格訴紐約州案的文本可参见：Justia · Findlaw · OpenJurist